# Choroba hemolityczna noworodka
Choroba hemolityczna noworodka (łac. morbus haemolyticus neonatorum) – choroba, u której podłoża leży reakcja immunologiczna pomiędzy przeciwciałami klasy IgG, wytwarzanymi przez matkę a antygenami krwinek płodu. Najczęściej występuje w przypadku, gdy matka z układem antygenów krwi Rh(-), uczulona na antygen D, rodzi dziecko, które ma grupę krwi Rh(+). Przyczyną tej choroby mogą być (rzadziej) niezgodności co do antygenu C układu Rh lub w układzie grupowym Kell (antygen K1); w sporadycznych przypadkach również inne układy grupowe krwi, w tym AB0, przy czym objawy są wtedy znacznie bardziej łagodne.
Choroba jest wywoływana przez tzw. konflikt serologiczny – niezgodność pomiędzy matką i dzieckiem co do grup krwi wymienionych wyżej.
Chorobie hemolitycznej noworodka można zapobiegać, podając profilaktycznie każdej kobiecie w 28. tygodniu ciąży oraz do 72 godziny po przedostaniu się krwi płodu do krwiobiegu matki (głównie po porodzie) przeciwciała anty-D-Rh. Jest to prawie w 100% skuteczne i powszechnie stosowane działanie.

## Etiologia i patogeneza
Konflikt serologiczny pojawia się w momencie, gdy po raz pierwszy niewielka ilość krwi dziecka dostaje się do krwiobiegu matki (dojdzie do przecieku płodowo-matczynego). Zazwyczaj ma to miejsce dopiero w momencie porodu, gdyż krew dziecka i matki w czasie ciąży nie miesza się dzięki występowaniu między nimi bariery łożyskowej; może jednak także wystąpić na skutek poronienia, zabiegów wewnątrzmacicznych, krwawień z łożyska, ciąży pozamacicznej i w niektórych innych sytuacjach. Po przedostaniu się krwinek Rh(+) do krwiobiegu matki jej organizm zaczyna wytwarzać przeciwciała (typu IgM i IgG) przeciw antygenowi D obecnemu na erytrocytach. Wystarczy do tego niewielka objętość krwi dziecka, różne źródła podają od 0,1 do 0,2 ml.
Przeciwciała IgG mają zdolność przenikania bariery łożyskowej. Ze względu na długi okres wytwarzania immunoglobulin IgG, zazwyczaj nie dochodzi do tego podczas pierwszej ciąży z konfliktem. Po przedostaniu się przeciwciał matki do płodu Rh(+), niszczą one jego erytrocyty powodując głęboką niedokrwistość.
Choroba hemolityczna noworodka może pojawić się niekiedy w trakcie trwania pierwszej ciąży (np. jako powikłanie zabiegów wewnątrzmacicznych).

### Konflikt grup głównych
Mniej groźnym i rzadziej występującym jest konflikt grup głównych krwi.
Ten rodzaj konfliktu może pojawić się, gdy matka ma grupę krwi np. 0 a dziecko dziedziczy grupę A lub B. Krwinki grupy krwi dziecka powodują powstawanie przeciwciał typu odpornościowego u matki, a skutki tego procesu są podobne do konfliktu w zakresie czynnika Rh.
W przeciwieństwie do niezgodności w zakresie Rh, w konfliktach grup głównych krwi pierwsze dziecko choruje równie często jak następne.
W następstwie tego konfliktu dochodzi do niedokrwistości, nadmiaru bilirubiny, czego skutkiem może być przedwczesna i nasilona żółtaczka u noworodka.

## Diagnoza

### Układ grupowy Rh
W przypadku, gdy ojciec ma grupę krwi Rh+, a matka Rh-, dziecko może mieć zarówno grupę Rh+, jak i Rh-, więc wcale nie ma pewności, czy konflikt serologiczny ma szanse zaistnieć; na pewno jednak nie zaistnieje, gdy ojciec ma grupę Rh-. Gdy ojciec jest Rh+ (lub nie ma pewności co do ojcostwa), a matka Rh-, należy założyć, że taki konflikt może nastąpić. W takim przypadku można oznaczyć grupę krwi płodu, co potwierdzi lub zaprzeczy konfliktowi. Jest to dość trudne zadanie; można to wykonać na dwa sposoby – pobierając krew bezpośrednio od płodu (co jest obarczone nawet 1-2% ryzykiem zgonu wewnątrzmacicznego, w tym także u płodów Rh-) lub wykonując badanie osocze krwi matki pod względem wolnego DNA. Część wolnego DNA zarodka lub płodu przenika przez barierę łożyskową i dostaje się do krwi matki; można więc przeszukać wolne DNA w krwi matki pod względem występowania genów odpowiedzialnych za występowanie odpowiedniej grupy krwi. Skuteczność tej metody to ponad 99%.
Przy założeniu, że konflikt istnieje, pobiera się od matki krew na badanie w kierunku obecności alloprzeciwciał skierowanych przeciwko antygenom układu czerwonokrwinkowego (tzw. odczyn Coombsa). Wynikiem jest miara przeciwciał, wyrażana współczynnikiem rozcieńczenia; jeżeli jest on niższy od 16, prawdopodobnie nie będzie potrzebne leczenie inwazyjne, konieczna jest jednak stała obserwacja.
Aby zdiagnozować chorobę hemolityczną płodu przed urodzeniem, początkowo stosowano wyłącznie standardowe USG. Zmiany USG są jednak na tyle mało uchwytne, że to badanie pozwala jedynie na wychwycenie ciężkich, często nieodwracalnych zmian. Od lat 90. XX wieku USG ma jedynie zastosowanie pomocnicze, pozwala np. oszacować wiek płodu (co ma znaczenie w interpretacji badań dopplerowskich i spektrometrycznych) lub wykryć choroby towarzyszące. Standardową procedurą medyczną wykonywaną w kierunku zdiagnozowania tej choroby w Polsce jest badanie dopplerowskie przepływu krwi w tętnicach mózgu. Bada się przede wszystkim skurczową prędkość maksymalną przepływu w tętnicy środkowej mózgu (PSV MCA). Wartość prawidłowa zależy od tygodnia ciąży. Jeżeli jest ona wyższa o co najmniej 50% od mediany dla danego okresu ciąży, można stwierdzić wysokie ryzyko występowania choroby hemolitycznej. Badanie to powinno się wykonać do 35. tygodnia ciąży, później jest niemiarodajne. Przykładowo wartością wystarczającą do stwierdzenia tej choroby w 25 tygodniu jest 48, a w 30 tygodniu – 60 jednostek.

## Profilaktyka
Konfliktowi serologicznemu zapobiega się podając zaraz po porodzie, poronieniu, zabiegach, w których może dojść do transfuzji krwi płód-matka, immunoglobulinę anty-D, która niszczy erytrocyty Rh(+), zanim układ immunologiczny matki zdąży zareagować.

## Klasyfikacja ICD10
| kod ICD10     | nazwa choroby                                                   |
| ------------- | --------------------------------------------------------------- |
| ICD-10: P55   | Choroba hemolityczna płodu i noworodka                          |
| ICD-10: P55.0 | Izoimmunizacja w zakresie czynnika Rh u płodu i noworodka       |
| ICD-10: P55.1 | Izoimmunizacja w zakresie grup głównych ABO u płodu i noworodka |
| ICD-10: P55.8 | Inne choroby hemolityczne u płodu i noworodka                   |
| ICD-10: P55.9 | Choroba hemolityczna u płodu i noworodka, nie określona         |